# 特斯昆古體育聯盟
特斯昆古體育聯盟（US Tshinkunku）是一支位于民主刚果卡南加的足球俱乐部，目前为民主刚果最高级别联赛刚果民主共和国足球甲级联赛球队， （页面存档备份，存于）球队的主体育场是可容纳1万人的青年体育场（Stade des Jeunes）。

## 球队战绩
- 刚果民主共和国足球甲级联赛冠军: 1次

1985
- 西开赛省联赛冠军: 2次

2006, 2007

## 非战成绩
- 非洲联赛冠军杯: 参赛1次

1986: 首轮